# Abasolo, Chiapas
Abasolo är en ort i Mexiko.   Den ligger i kommunen Socoltenango och delstaten Chiapas, i den sydöstra delen av landet, 800 km sydost om huvudstaden Mexico City. Abasolo ligger 612 meter över havet och antalet invånare är 213.
Terrängen runt Abasolo är kuperad österut, men västerut är den platt. Runt Abasolo är det ganska glesbefolkat, med 35 invånare per kvadratkilometer. Närmaste större samhälle är Venustiano Carranza, 19,0 km nordväst om Abasolo. Omgivningarna runt Abasolo är en mosaik av jordbruksmark och naturlig växtlighet.